# Proceso de combustión del carbono
El proceso de combustión del carbono es una reacción nuclear de fusión que se da en estrellas masivas (con un mínimo de 4 MSol desde su nacimiento) que ya han usado todos los elementos químicos más ligeros en procesos de fusión nuclear en su núcleo. Para ello se requiere temperaturas de 6×108 K (unos 600 millones de grados celsius) y densidades de 2×108 kg/m³
|  | 12C + 12C | → | 24Mg + γ    |
|  |           | → | 23Mg + n    |
|  |           | → | 23Na + 1H   |
|  |           | → | 20Ne + 4He  |
|  |           | → | 16O + 2 4He |

Al estar en fusión el helio, la estrella crea un núcleo inerte de carbono y oxígeno. Una vez agotado el helio en el núcleo al ser transmutado en carbono, este se colapsa debido al detenimiento de las fusiones del helio, que existían en equilibrio con la gravedad, mientras que las capas superiores se expanden. El volumen en el núcleo disminuye, como consecuencia aumenta la densidad y temperatura del núcleo a los niveles necesarios para que el carbono pueda entrar en fusión. Una vez comenzada la combustión del carbono la temperatura en el núcleo de las estrella se eleva más aún, permitiendo que el hidrógeno y el helio alojados en la capas superiores se combustione de nuevo. En consecuencia de estos procesos, aumenta el tamaño de la estrella.
Al fusionarse el carbono, los productos de la reacción (O, Mg, Ne) se acumulan en un nuevo núcleo inerte. Después de unos cuantos miles de años, el núcleo transmutado se enfría y contrae de nuevo. Esta contracción eleva de nuevo la temperatura y la densidad permitiendo que el neón pueda fusionar (ver Proceso de combustión del neón). Estas nuevas temperaturas permiten además que haya capas de carbono, helio e hidrógeno, externas al núcleo, que entren en fusión.
En este punto, estrellas con masas entre 4 y 8 veces la masa del sol se desestabilizan y expulsan las capas exteriores, quedando una enana blanca con núcleo de O - Ne - Mg.
Estrellas aún más masivas pueden continuar con el Proceso de combustión del oxígeno y subsecuentemente con el Proceso de combustión del silício, pero la evolución de las capas exteriores desde ese momento en adelante es tan rápida que normalmente no permite que continúe.
- Datos: Q1075685